# Chris Christensen
Chris Boe Christensen (født 2. marts 1988) er en dansk elitesvømmer, der har har sat flere danske rekorder i brystsvømning og medley.
Han blev i 2013 udpeget til en af Dansk Svømmeunions EM-ambassadører  for at skabe øget opmærksomhed på sporten forud for kortbane-EM, som blev afviklet i Herning i december 2013.

## Præstationer
Selv om han strengt taget kun var årgangssvømmer, vandt den dengang 16-årige Chris Christensen i 2004 sit første af 67 danske seniormesterskaber.
Ved samme stævne satte han dansk juniorrekord.
Chris Christensen deltog i OL 2008 i Beijing, men opnåede ikke medaljeplaceringer.
I efteråret 2012 blev Chris Christensen udtaget til EM i Frankrig .
Det blev ikke til medaljer, men tiden 1:56.00 i 200 meter individuel medley betød udtagelse til VM i Istanbul, Tyrkiet .
Kort før VM-stævnet offentliggjorde det internationale svømmeforbund FINA sin verdensrangliste, hvor Chris Christensen var placeret på 8. pladsen i disciplinen 400 meter individuel medley .
Netop i denne disciplin kvalificerede han sig til finalen. Hans bedste tid ved VM-stævnet var 4:08.36 - 7. bedste tid.
Umiddelbart inden langbane-DM i 2013 forstuvede Chris Christensen foden. Det blev dog alligevel til en sølvmedalje i 200 meter brystsvømning .
Ved kortbane-DM i november 2013 vandt Chris Christensen sin 68. DM-guldmedalje. Det var i 200 meter brystsvømning. Ved samme stævne kvalificerede Chris Christensen sig til kortbane-EM i 200 meter brystsvømning, 100, 200 og 400 meter medley, og på stævnets sidste dag blev han udtaget til herrelandsholdet "Great Danes".

## Klubber
Chris Christensen flyttede som kun 13-årig fra Bornholm til Esbjerg for at satse helhjertet på svømmesporten. Han svømmede derefter for klubben West Swim Esbjerg.
I 2011 flyttede han til København for at træne på Dansk Svømmeunions Nationale Træningscenter i Bellahøj.
Efter at være gået glip af udtagelse til Sommer-OL 2012 flyttede Chris Christensen i sommeren 2012 til Holstebro og skiftede dermed til Holstebro Svømmeclub.
.
I sommeren 2014 skiftede han igen klub, denne gang til Herning, hvor han blev ansat som talentudvikler.

## Rekorder
Chris Christensen satte nordisk rekord i 200 m bryst ved kortbane-VM i 2008 med tiden 2.07,20 (også dansk rekord).
Han var pr. 14. november 2013 indehaver af i alt 9 danske rekorder: 1 juniorrekord, 4 kortbanerekorder og 4 langbanerekorder:
Dansk juniorrekord, langbane:
- 200 m brystsvømning (02.15,72), 9. juli 2006 i Palma, Spanien.

Danske seniorrekorder, kortbane:
- 100 m brystsvømning (00.58,78), 19. december 2009 i Esbjerg.
- 200 m brystsvømning (02.05,38), 13. december 2009 i Istanbul, Tyrkiet (EM kortbane).
- 100 m individuel medley (00.53,66), 19. december 2009 i Esbjerg.
- 400 m individuel medley (04.05,98), 11. december 2009 i Istanbul, Tyrkiet (EM kortbane).

Danske seniorrekorder, langbane:
- 100 m brystsvømning (01.02,41), 26. juli 2009 i Rom, Italien (VM langbane).
- 200 m brystsvømning (02.11,41), 29. juli 2009 i Rom, Italien (VM langbane).
- 200 m individuel medley (02.01,62), 29. juli 2009 i Rom, Italien (VM langbane).
- 400 m individuel medley (04.16,78), 2. august 2009 i Rom, Italien (VM langbane).

## Internationale resultater
- 2008: 4. plads og ny dansk og nordisk rekord i 200 m brystsvømning ved VM.
- 2009: 5. plads ved EM på kortbane og ny dansk og nordisk rekord på 400 m individuel medley[15].
- 2012: 5. plads ved EM på kortbane, 200 m individuel medley. Udtaget til VM.
- 2012: 7. plads ved VM, 200 m individuel medley.